# Центральный финансово-экономический университет
Центральный финансово-экономический университет (англ. Central University of Finance and Economics, CUFE, кит. трад. 中央財經大學, упр. 中央财经大学, пиньинь Zhōngyāng Cáijīng Dàxué) — национальный государственный исследовательский университет, расположенный в Пекине, Китай.
Центральный финансово-экономический университет является первым университетом экономики и управления, который был основан центральным правительством Китая и в настоящее время находится под непосредственным управлением Министерства образования Китая. Университет является ключевым национальным университетом с предметами в области экономики, менеджмента, права, литературы, философии, естественных наук, инженерии, педагогики и искусства.
Центральный финансово-экономический университет является университетом двойного первого класса, а также участником бывшего проекта 211 и проекта 985 инновационных платформ для ключевых дисциплин, который получает поддержку от Министерства образования, Министерства финансов и правительства Пекина.
Центральный финансово-экономический университет считается лучшим университетом в области финансов, экономики, бизнеса и управления в Китае, который известен как «Колыбель гигантов в области финансов и управления». В Отчёте об оценке китайских университетов и курсов за 2017—2018 годы (опубликованном Исследовательским центром оценки науки Китая) Центральный финансово-экономический университет занял первое место среди 67 финансово-экономических университетов материкового Китая. Согласно рейтингу китайских колледжей по заработной плате за 2018 год, средняя заработная плата выпускников CUFE занимает 9-е место в Китае. По оценкам Министерства образования, по прикладной экономике CUFE занимает первое место в Китае, наряду с Пекинским университетом и Китайским народным университетом.

## История
В 1949 году, вскоре после основания Китайской Народной Республики, центральным правительством Китая был создан CUFE (тогда он назывался Центральной школой налогообложения), первый финансово-экономический университет в республике.
В 1952 году факультеты и сотрудники экономических факультетов Пекинского университета, Университета Цинхуа, Яньцзинского университета, Католического университета Фужэнь объединяются в CUFE.
Прежнее название CUFE было Центральная школа налогообложения. В дальнейшем он прошёл несколько этапов развития, от Центрального института финансов, Центрального финансово-экономического института до Центрального финансово-банковского института.
В 1996 году институт был официально переименован в Центральный финансово-экономический университет (CUFE) под непосредственным руководством Министерства образования. CUFE придерживается своего девиза «верность, единство, истина и инновации», придерживаясь философии «стремления к истине и совершенству». Учитывая, что число выпускников CUFE превышает 125 000, он известен как «Колыбель гигантов в области финансов и менеджмента».
В 1999 году бывший генеральный секретарь Коммунистической партии Цзян Цзэминь дал автограф CUFE в честь празднования 50-летия университета.

## Ключевые дисциплинарные области
Дисциплина мирового уровня, отмеченная Министерством образования: прикладная экономика, которая включает национальную экономику, региональную экономику, финансы и государственные финансы, экономику промышленности, международную торговлю, экономику труда, статистику, количественную экономику, экономику обороны, государственную экономику и управление, инвестиции, экономику СМИ, страхование, актуарные расчёты, инвестиции в безопасность, международные финансы, финансовый инжиниринг, налогообложение.
Национальные ключевые дисциплины, отмеченные Министерством образования: прикладная экономика, национальная экономика, региональная экономика, государственные финансы, финансы, экономика промышленности, международная торговля, экономика труда, статистика, количественная экономика, экономика обороны, бухгалтерский учёт.
Ключевые муниципальные дисциплины, отмеченные правительством Пекина: бизнес-администрирование, статистика, политическая экономика, мировая экономика, китайский марксизм, управление экономической информацией, управление транснациональной компанией
Ключевая научная база Министерства образования: Китайский институт актуарных наук

## Организация
Центральный университет финансов и экономики имеет четыре кампуса в Пекине (Гражданский кампус, кампус Шахэ, кампус Цинхэ и кампус Сишань) и управляет 38 заочными центрами в 18 провинциях, муниципалитетах и автономных районах по всему Китаю.

## Преподаватели и сотрудники
По состоянию на сентябрь 2017 года в Центральном финансово-экономическом университете работают 1759 преподавателей и сотрудников (1178 штатных преподавателей). Среди штатных преподавателей 293 профессора, 451 доцент.
В три года с 2015 по 2017 вновь принятые на работу преподаватели CUFE в основном являются выпускниками всемирно известных университетов, таких как:
Северная Америка: Калифорнийский университет в Лос-Анджелесе, Калифорнийский университет в Риверсайде, Калифорнийский университет в Дейвисе, Уортонская школа бизнеса, Корнеллский университет, Брауновский университет, Иллинойсский университет в Урбане-Шампейне, Виргинский университет, Бостонский университет, Джорджтаунский университет, Эморийский университет, Айовский университет, Университет Куинс в Кингстоне, Альбертский университет, Университет Уотерлу
Европа: Лейденский университет, университет Сапиенца, Римский университет Тор Вергата, Лондонский университет, Эдинбургский университет, Ноттингемский университет, Гамбургский университет, Боннский университет, Амстердамский свободный университет
Азия: Национальный университет Сингапура, Сингапурский университет менеджмента
Китай: Гонконгский университет, Гонконгский университет науки и технологии, Китайский университет Гонконга, Китайская академия наук, Академия общественных наук, Пекинский университет, Университет Цинхуа, Китайский народный университет, Фуданьский университет, Шанхайский университет транспорта

## Студенты
В настоящее время в Центральном финансово-экономическом университете зарегистрировано 16 258 студентов, в том числе 10 123 магистрантов, 5358 магистров, 777 кандидатов наук.
CUFE подготовил более 125 000 специалистов в области экономики и управления, которые внесли и продолжают вносить значительный вклад в развитие Китая. Многие выпускники CUFE занимают ключевые посты в правительстве, такие как вице-премьер центрального правительства, министр финансов, управляющий центрального банка.
За три года c 2015 по 2017 более 50 % студентов бакалавриата CUFE после окончания учёбы получают степень магистра или доктора наук и поступают в ведущие университеты мира.

## Рейтинги и репутация
Центральный финансово-экономический университет считается лучшим университетом в области финансов, экономики, бизнеса и управления в Китае, который известен как «Колыбель гигантов в области финансов и управления». В Отчёте об оценке китайских университетов и курсов за 2017—2018 годы (опубликованном Исследовательским центром оценки науки Китая) Центральный финансово-экономический университет занял первое место среди 67 финансово-экономических университетов материкового Китая. Согласно рейтингу китайских колледжей по заработной плате за 2018 год, средняя заработная плата выпускников CUFE занимает 9-е место в Китае. По оценкам Министерства образования, по прикладной экономике CUFE занимает первое место в Китае, наряду с Пекинским университетом и Китайским университетом Жэньминь.
По состоянию на 2020 год Центральный финансово-экономический университет занял 2-е место среди университетов, специализирующихся на финансах, бизнесе и экономике, в недавнем выпуске общепризнанного рейтинга лучших китайских университетов. CUFE занимает 150-е место в мире по направлению «Финансы», 300-е место в рейтинге «Экономика», 400-е место в рейтинге «Бизнес-администрирование» и 500-е место в рейтинге «Менеджмент» согласно Академическому рейтингу университетов мира (ARWU) по предметам. В рейтинге лучших мировых университетов US News & World Report CUFE занял 231-е место в мире по предмету «Экономика и бизнес».

## Выдающиеся выпускники
| Имя          | Должность |
| ------------ | --- |
| Тянь Цзиюнь  | вице-премьер Госсовета КНР |
| Ван Бинцянь  | Министр финансов, государственный советник, заместитель председателя Всекитайского собрания народных представителей                            |
| Ван Гуанчжин | Заместитель председателя Всекитайского собрания народных представителей                                                                        |
| Ли Чжинхуа   | Заместитель председателя Китайской народной политической консультативной конференции, генеральный аудитор Государственной ревизионной комиссии |
| Джин Рэнкинь | Министр финансов, генеральный директор Государственной налоговой администрации                                                                 |
| Ли Юань      | Генеральный директор Государственной налоговой администрации                                                                                   |
| Дай Сянлун   | Управляющий Центральным банком |
| Фан Бушень   | Секретарь КПК Центрального банка |
| Ню Симинь    | Председатель правления Bank of Communications                                                                                                  |
| Тао Лиминг   | Президент Postal Savings Bank of China |
| Дуан Сяосинь | Президент Huaxia Bank |
| Ши Чжилянь   | Президент Agricultural Bank of China |
| Ван Дэян     | Председатель правления и президент Bank of China                                                                                               |
| Шао Чун      | Председатель правления CSC Financial, основатель Chinese Aircraft Carrier                                                                      |
| Ван Гуанцянь | Президент Центрального финансово-экономического университета                                                                                   |
| Ван Яоци     | Президент Центрального финансово-экономического университета                                                                                   |
| Ван Кэцзинь  | Президент Центрального финансово-экономического университета                                                                                   |
| Гао Ибин     | Президент Национального института бухгалтерского учёта, Пекин                                                                                  |
| Хао Шучэнь   | Секретарь КПК Шаньдунского финансово-экономического университета                                                                               |
| Чэнь Дайсун  | Экономист, профессор Пекинского университета                                                                                                   |
| Ли Фэй       | Основатель TF Entertainment |

## Международное сотрудничество
По состоянию на 2017 год Центральный финансово-экономический университет сотрудничает со 126 университетами, правительствами, международными организациями и компаниями за рубежом.
Основанный в 2006 году по просьбе центрального правительства Китая, CUFE обучил тысячи высокопоставленных чиновников администрации из 91 развивающейся страны.
CUFE сотрудничает со многими университетами по всему миру, такими как Университет Уотерлу, Бирмингемский университет, Тилбургский университет, Технологический институт Стивенса, Университет Виктории, Финансовая академия РФ, Санкт-Петербургский государственный экономический университет, Киевский государственный торгово-экономический университет, Университет Чунан, Дунхайский университет, Университет Мин Чуан, Университет Кённам, Университет Сучжоу, Университет Пернамбуко.